# Mandragora caulescens
Mandragora caulescens là loài thực vật có hoa trong họ Cà. Loài này được C.B. Clarke mô tả khoa học đầu tiên năm 1883.